# The Titan: Story of Michelangelo
The Titan: Story of Michelangelo é um filme-documentário alemão de 1949 dirigido e escrito por Robert J. Flaherty, Richard Lyford e Curt Oertel. Venceu o Oscar de melhor documentário de longa-metragem na edição de 1950.

## Elenco
- Fredric March